# Državna reprezentanca
Državna reprezentanca je ekipa oziroma selekcija športnikov, ki zastopa in predstavlja lastno državo na tekmovanjih kake športne panoge. Vsako reprezentanco izbere oziroma sestavi izbrani selektor. Le-ta sestavi ekipo, se pravi reprezentanco, iz posameznikov, ki so na voljo na podlagi državljanstva. Zato je drugo ime selekcije lahko tudi državna reprezentanca. Reprezentant pa lahko včasih, odvisno od športne panoge oziroma pravil, postane tudi tujec, ki dobi državljanstvo te države. V tem primeru govorimo o nacionalizaciji oziroma o nacionaliziranem reprezentantu. 

## Selekcija reprezentance
V športu se reprezentance delijo po spolu, torej moške in ženske reprezentance. Potem imamo tu še ekipe različnih starosti, imenujemo jih mladinske, članske ali veteranske selekcije. Še naprej so tu reprezentance, ki se selekcionirajo po kvaliteti, tako imamo recimo najmočnejšo, ki se imenuje reprezentanca A, tu je lahko potem naslednja reprezentanca B, ki pride v poštev, kadar ima neka država več možnih reprezentantov. 

### Sestava moštva
Selektor sestavi reprezentančno ekipo iz posameznih športnikov, ki so na voljo v določenem trenutku. Sevede se stremi po sestavitvi čim boljše ekipe, kar je mogoče le takrat, kadar je na voljo dovolj kvalitetnih posameznikov. 

### Kapetan reprezentance
Vsaka reprezentanca ima svojega kapetana, ki je predstavnik igralcev na terenu. Kapetana se določi na več načinov, lahko ga izbere selektor ali pa ga izvolijo reprezentanti sami. Po navadi postane kapetan posameznik, ki že ima določene izkušnje pri igranju za reprezentanco. V nekaterih moštvenih športih obstaja tudi vloga pomočnika kapetana.

### Štab reprezentance
Poleg sestave moštva ima selektor še nalogo sestaviti svoj strokovni štab. V njeb ima zbrane svoje pomočnike, ki mu pomagajo pri izpeljavi zadanih si nalogah. Zraven v štabu so tudi razni tehnični člani kot recimo fizioterapevt, pa tehnični delegat in še kaj bi lahko našli. 

### Direktor reprezentance
Vsaka reprezentanca ima tudi svojega direktorja, ki skrbi za bolj tehnično-organizacijske zadeve, kot so nastanitev, prevoz, oskrba in podobno. Včasih se direktor ukvarja tudi odnosi z javnostmi glede dogajanja v moštvu in okoli njega.